# Tropical Heat
Tropical Heat är en kanadensisk TV-serie från 1991–1993. Nick Slaughter startar en privatdetektivbyrå på den fiktiva turistorten Key Mariah i Florida sedan han fått sparken från sitt tidigare jobb som polis. Han träffar det lokala reseombudet Sylvie Girard och det omaka paret slår sig ihop och löser fall tillsammans.

## Rollista i urval
- Rob Stewart – Nick Slaughter
- Carolyn Dunn – Sylvie Girard
- John David Bland – Ian Stewart (1991–1992)
- Ian Tracey – Spider Garvin (1992–1993)
- Eugene Clark – Ollie Porter (1991–1992)
- Pedro Armendáriz Jr. – Lt. Carillo (1991–1992)
- Ari Sorko-Ram – Sgt. Gregory (1992–1993)
- Allen Nashman – Rollie (1992–1993)
- Graeme Campbell – Rupert